# Phyllobius maculicornis
Phyllobius maculicornis ist ein Käfer aus der Familie der Rüsselkäfer und der Unterfamilie Entiminae. Die Käfer werden auch als Grüne Laubrüssler bezeichnet.

## Merkmale
Die Käfer sind 4–6 mm lang.
Sie sind mit grünen bis bläulichgrünen Schuppen bedeckt. Sie weisen zahlreiche kahle Stellen auf, an welchen helle Haarborsten nach oben ragen. 
An den Femora befindet sich jeweils ein kräftiger Dorn.

## Verbreitung
Das Verbreitungsgebiet erstreckt sich in der westlichen Paläarktis von Europa bis nach Sibirien. Die Käferart ist in Europa weit verbreitet und ist auch auf den Britischen Inseln und in Skandinavien vertreten. In Mitteleuropa kommt sie fast überall vor und ist häufig.

## Lebensweise
Die Käfer beobachtet man zwischen Ende April und Mitte Juni. Man findet sie häufig an Weißdorne (Crataegus). Die Larven fressen an Wurzeln verschiedener Sträucher.

## Synonyme
Die Art ist in der Literatur auch unter folgenden Synonymen bekannt:
- Phyllobius griseolus Schilsky, 1908
- Phyllobius heydeni Stierlin, 1884
- Phyllobius pygmaeolus Reitter, 1916